# RND1
RND1 (англ. Rho family GTPase 1) – білок, який кодується однойменним геном, розташованим у людей на короткому плечі 12-ї хромосоми. Довжина поліпептидного ланцюга білка становить 232 амінокислот, а молекулярна маса — 26 056.
| 10         |  | 20         |  | 30         |  | 40         |  | 50         |
| ---------- |  | ---------- |  | ---------- |  | ---------- |  | ---------- |
| MKERRAPQPV |  | VARCKLVLVG |  | DVQCGKTAML |  | QVLAKDCYPE |  | TYVPTVFENY |
| TACLETEEQR |  | VELSLWDTSG |  | SPYYDNVRPL |  | CYSDSDAVLL |  | CFDISRPETV |
| DSALKKWRTE |  | ILDYCPSTRV |  | LLIGCKTDLR |  | TDLSTLMELS |  | HQKQAPISYE |
| QGCAIAKQLG |  | AEIYLEGSAF |  | TSEKSIHSIF |  | RTASMLCLNK |  | PSPLPQKSPV |
| RSLSKRLLHL |  | PSRSELISST |  | FKKEKAKSCS |  | IM         |  |            |

A: Аланін

C: Цистеїн

D: Аспарагінова кислота

E: Глутамінова кислота

F: Фенілаланін

G: Гліцин

H: Гістидин

I: Ізолейцин

K: Лізин

L: Лейцин

M: Метіонін

N: Аспарагін

P: Пролін

Q: Глутамін

R: Аргінін

S: Серин

T: Треонін

V: Валін

W: Триптофан

Білок має сайт для зв'язування з нуклеотидами, ГТФ. 
Локалізований у клітинній мембрані, цитоплазмі, цитоскелеті, мембрані.